# ステキにごはん
『ステキにごはん 〜料理はか・し・こ・く〜』（ステキにごはん りょうりはかしこく）は、2000年10月2日から2002年9月30日まで日本テレビで放送されていた料理番組・グルメ番組である。放送時間は毎週月曜 - 金曜 15:50 - 16:00 （日本標準時）。

## 概要
月曜 - 木曜には、出演者たちがプロの料理人が作る料理のVTRを手本に、毎日料理を一品ずつ作っていく模様を放送。金曜には料理をせず、代わりに築地や南房総など関東地方各地のグルメ情報を紹介する「グルメなお出かけ」を放送していた。
進行役は、日本テレビの女性アナウンサー2人が務めていた。そしてゲストは、1人の人物が1週間を通して出演していた。
番組は、2002年8月末まで東京電力の一社提供で放送されていた。その事もあり、調理はすべて電磁調理器を使って行われた。出演者たちが料理専門家の店を訪れても、わざわざ電磁調理器を使って料理していた。
系列局の鹿児島読売テレビでも放送されていたが、日本テレビとはスポンサーが異なっていた。

## 出演者
括弧内の肩書きは、番組放送当時のものを記載。

### 初代司会
- 笛吹雅子（日本テレビアナウンサー、2000年10月2日 - 2002年3月29日[2]） - 2002年1月に報道局へ異動した後も引き続き出演。
- 魚住りえ（日本テレビアナウンサー、2000年10月2日 - 2002年3月29日）

### 2代目司会
- 松本志のぶ（日本テレビアナウンサー、2002年4月1日 - 2002年9月30日）
- 阿部哲子（日本テレビアナウンサー、2002年4月1日 - 2002年9月30日）

### 料理人
- 脇屋友嗣（「トゥーランドット」総料理長）
- 松下利市（「松下」主人）
- 山本豊（「竹櫨山房」主人）
- 笹岡隆次（「笹岡」主人）
- 大渕康文（「ラ・ヴィーナス」オーナーシェフ）
- 植竹隆政（「カノビアーノ」オーナーシェフ）

## スタッフ
- 構成：山根真吾
- アシスタントディレクター：宇津圭太
- ディレクター：本多哲也、佐々木千栄
- 演出：大澤葉子
- プロデューサー：山口香代、武井泉、坂本水奈
- チーフプロデューサー：城朋子
- 制作協力：東阪企画

## テーマ曲
- Happy Clappy （Baby Boo） - 2002年度上半期のテーマソング[3][4]。

## 関連書籍
- ステキにごはん プロの技をキッチンにプロの味を食卓に（日本テレビ放送網 / 2001年10月 / ISBN 4-8203-9786-9）